# Jelonek (powiat olecki)
Jelonek – wieś w Polsce położona w województwie warmińsko-mazurskim, w powiecie oleckim, w gminie Świętajno.
W latach 1975–1998 miejscowość administracyjnie należała do województwa suwalskiego.
Wieś założona w 1709 roku w ramach osadnictwa szkatułowego pod nazwą Grünheide. W końcu listopada tegoż roku nadleśniczy von Lüderitz zawarł umowę z Michałem Tyszką z Olecka na zakup 6 włók nad rzeką Litygajno. Michał Tyszka uzyskał prawo do wolnego połowu ryb we wspomnianej rzece i w jeziorze Litygajno i zobowiązał się do uregulowania wszystkich opłat w ustalonym terminie. Wkrótce po transakcji Tyszka sprzedał swą posiadłość Dorocie Hartknoch – wdowie po pastorze w Świętajnie. Tyszka i jego następczyni podzielili ziemię wraz z nadwyżką, którą wykazały pomiary z 1708 roku, między chłopów, w celu jej zagospodarowania.
Wieś należała do parafii Świętajno i w 1938 roku liczyła 230 mieszkańców. W tym czasie we wsi była jednoklasowa szkoła.